# Gutierrezia
Genre
Gutierrezia est un genre végétale de la famille des Asteraceae. Ces plantes poussent sur les continents nord et sud-américain. Selon les espèces, elles sont appelées en anglais snakeweed ou matchweed.

## Liste d'espèces
Selon ITIS (20 août 2010) :
- Gutierrezia arizonica (Gray) M.A. Lane
- Gutierrezia californica (DC.) Torr. & Gray
- Gutierrezia microcephala (DC.) Gray
- Gutierrezia petradoria (Welsh & Goodrich) Welsh
- Gutierrezia sarothrae (Pursh) Britt. & Rusby
- Gutierrezia serotina Greene
- Gutierrezia sphaerocephala Gray
- Gutierrezia texana (DC.) Torr. & Gray
- Gutierrezia wrightii Gray